# Aethionema stylosum
Aethionema stylosum är en korsblommig växtart som beskrevs av Dc. Aethionema stylosum ingår i släktet Aethionema och familjen korsblommiga växter. Inga underarter finns listade i Catalogue of Life.